# 基辅的圣母
基辅的圣母（烏克蘭語：Київська Мадонна），是一幅由乌克兰艺术家玛丽娜·索洛梅尼科娃（Марина Соломенникова）创作的艺术作品，现存于意大利穆尼亚诺-迪那波利一家天主教堂。
这副作品的灵感来自于一张2022年俄乌战争期间在基輔地鐵内躲避俄罗斯军队轰炸时哺乳婴儿的女性的照片。这张照片被拍摄后在互联网上广为流传，成为了人道主义危机和不公正战争的象征。基于这张照片的形象，艺术家索洛梅尼科娃创作了这幅艺术作品，代表着对乌克兰人民抵抗和希望的支持。

## 历史
2022年2月24日，俄罗斯入侵乌克兰。次日，住在基辅的27岁的特蒂亚娜·布利兹尼亚克（Тетяни Блізняк）为躲避俄军轰炸，和丈夫躲进了地铁。她在地铁里哺乳她三个月大的女儿玛丽茨卡（Марічку）的情景，被匈牙利记者安德拉什·费尔德什拍了下来。照片在互联网上走红，甚至上传到了梵蒂冈官方网站。来自第聂伯罗的乌克兰艺术家索洛梅尼科娃也看到了这张照片，受到启发创作了一幅描绘玛丽亚哺乳婴儿的肖像画，3月5日发到了网上。画中使用乌克兰妇女头巾作为玛丽亚的面纱，背景是一张地铁地图。
在耶稣会神父维亚切斯拉夫·奥孔的请求下，这幅肖像画的复制品被送往意大利。在濯足節，那不勒斯总主教将这幅画视为崇拜的对象进行了祝圣。这幅肖像画现在在穆尼亚诺-迪那波利的圣心耶稣教堂展出。3月25日，教宗方济各也祝圣了这幅画。
特蒂亚娜·布利兹尼亚克后来逃往了利沃夫。

## 意义
这幅作品既是人道主义危机和不公正战争的注脚，也是乌克兰人希望和默默抵抗的象征。《新约》中记载耶稣的母亲在拿撒勒躲避大希律王的灾祸，如今这幅肖像也被视为现代版的玛丽亚，她为了躲避战争的暴力，也像圣母玛利亚一样抚育自己的孩子。聖母形象在乌克兰历史和民族认同中有着重要的地位，在苏联时期，弗拉基米爾聖母被用作乌克兰民族主义和抵抗苏联统治的象征。如今，它被视为文化宝藏和乌克兰身份和传统的象征。